# 웨스트민스터 대요리문답

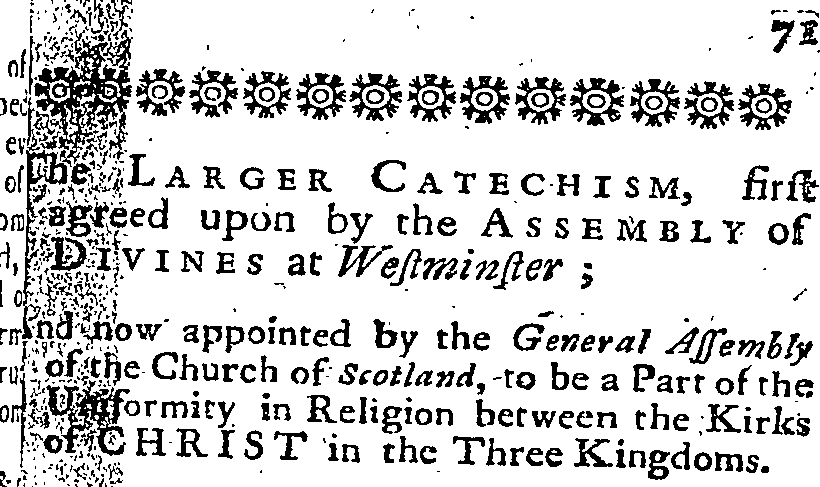
웨스트민스터 대요리 문답

웨스트민스터 대요리문답(Westminster Larger Catechism)은 1643년에서 시작해 1647년에 완성되었으며 요리문답중에 가장 완성도가 높은 것으로 보수적인 장로교 등의 개혁주의를 따르는 교단에서 현재까지 사용되고 있다.

## 역사
1643년 웨스트민스터 의회에서 모인 백여명의 목회자와 장로등이 스코틀랜드와 영국 교회의 교리적 일치를 위하여 신앙고백서와 요리문답을 작성하였다.  이 곳에 모인 목회자들은 대부분 청교도라 불리는 성경의 대가들이었으며, 그들의 성경에 대한 지식과 신학은 당대에 가장 우수하다고 보여진다.
현재 전세계적으로 개혁주의적인 교리를 따르는 교단에서는 이 대요리문답을 가장 정확한 교리적 서술로 받아들이고 있으며, 체계적이고, 논리적인 구성과 성경적이고, 구체적인 내용으로 많은 이들의 학습용 뿐만 아니라, 예배 때에 사용되고 있다.

## 평가
벤저민 워필드는 대요리문답이 웨스트민스터 소요리문답에 비해 덜 관심이 있었다고 평가하였다. 하지만, 윌리엄슨은 그의 저서에서 대요리문답의 가치는 금광석처럼 보물이 쌓여 있는 것과 같다고 평하였다.
존 머레이는 대요리문답의 30-32문항이 신앙고백서보다 훨씬 뛰어나다고 평하였다.
대요리 문답에서 설명된 십계명은 보다 정확하고, 자세하고, 풍부하게 표현되어 있다.
T.F. 토렌스는 칼빈의 제네바 요리문답의 율법에 대한 설명이 대요리문답보다 더 복음적이라고 평하였다.

## 내용[2]
| 번호    | 큰 주제 | 내용                                 | 세부 번호 | 내용                                                         | 세부 번호 | 내용              |
| ------- | ------- | ------------------------------------ | --------- | ------------------------------------------------------------ | --------- | ----------------- |
| 6-19    | 믿음    | 삼위일체: 위격과 사역                |           |                                                              |           |                   |
| 20-30   | 믿음    | 행위언약/ 생명                       |           |                                                              |           |                   |
| 31-35   | 믿음    | 은혜언약                             |           |                                                              |           |                   |
| 36-56   | 믿음    | 은혜언약의 중보자 그리스도           |           |                                                              |           |                   |
|         |         |                                      | 36-42     | 인격                                                         |           |                   |
|         |         |                                      | 43-56     | 사역                                                         |           |                   |
|         |         |                                      |           |                                                              | 43-45     | 선지자, 제사장,왕 |
|         |         |                                      |           |                                                              | 46-56     | 낮추심과 높아지심 |
| 57-64   | 믿음    | 그리스도가 교회에 혜택이 되심의 적용 |           |                                                              |           |                   |
| 65-90   | 믿음    | 그리스도와의 연합                    |           |                                                              |           |                   |
|         |         |                                      | 66-81     | 은혜안에서 그리스도와의 교제 (유효한 부르심, 칭의,양자,성화) |           |                   |
|         |         |                                      | 82-90     | 영광안에서 그리스도와의 교제 (그의 삶, 중간상태, 부활)       |           |                   |
| 91-196  | 의무    | 법                                   |           |                                                              |           |                   |
| 153-196 | 의무    | 은혜의 방도                          |           |                                                              |           |                   |
|         |         |                                      | 155-160   | 말씀                                                         |           |                   |
|         |         |                                      | 161-177   | 세례                                                         |           |                   |
|         |         |                                      | 178-196   | 기도                                                         |           |                   |

음란한 노래와 책과 사진과 춤과 연극등을 포함한다. (인크리스 매더는 이 항의 음란한 춤에 대하여 언급을 하면서, 제 7계명의 확대해석에 대한 대요리문답을 인용하였다.)

## 같이 보기
- 웨스트민스터 신앙고백
- 웨스트민스터 소요리문답

## 관련 서적
- Thomas Ridgeley, Commentary on the Larger Catechism
- G.I Williamson, The Westminster Larger Catechism, a Commentary

### 번역된 서적
- 웨스트민스터 대요리문답 강해 (G.I. 윌리암슨, 보스 지음, 신호섭, 류근상 역, 크리스챤 출판사, 2007)